# Josip Osti
Josip Osti (Szarajevó, 1945. március 19. – Tomaj, 2021. június 26.) szlovén-bosnyák költő, író, esszéista, kritikus és műfordító.

## Életútja
Szarajevóban született, itt szerezte később bölcsész diplomáját. Szerkesztője volt a Naši dani folyóiratnak és a Veselin Masleša kiadónak valamint titkára a bosnyák írószövetségnek.
1990-től él Szlovéniában, az elmúlt években Tomaj na Krasu-ban. 1991 és 1992 között a Radio Slovenija irodalmi szerkesztőségének, majd két éven át a Dnevnik  című újság kulturális rovatának állandó külsős tagja. 1994-ben a Nemzetközi PEN  Archiválva 2019. szeptember 22-i dátummal a Wayback Machine-ben égisze alatt, másik három irodalmár társával együtt (Boris A. Novak, Niko Grafenauer, Drago Jančar) az ostromlott Szarajevóba utazott, hogy segélyt vigyen a városban élő íróknak és az onnan kimenekülőknek.
A kilencvenes évek végétől a Sodobnost  szerkesztője. A 2000-es évektől mind gyakrabban ad ki többnyelvű írásokat.

## Díjai
- Trebinjski večer poezije, legjobb elsőkötetes szerző, 1971

- Združenje literarnih prevajalcev díja, 1981 és 1985

- Župančičeva listina, 1985

- Potokarjeva listina, 1987

- Zlato kolo, 1991

- Zlata ptica, 1992

- Vilenica, 1994

- Veronikina nagrada, 1999

- Župančičeva nagrada, 2000

- Scritture di Frontiera, 2005

## Művei
Huszonöt verseskötetet publikált, ebből az utolsó nyolcat szlovénul.

### Verseskötetek
- Tat sanj, 1971

- Salto mortale, 1974

- Tetovirani violinist, 1976

- Strela z jasnega neba, 1978

- Umirajo tudi kače, ki so nas pikale, 1984

- Pastir kač, 1989

- Barbara in barbar, 1990

- Plamen, žar, pepel in narobe, 1991

- Ljubezensko dvorišče, 1993

- Sarajevska knjiga mrtvih, 1993

- Domišljija na trapezu, 1994

- Salomonov pečat 1995

- S starim zlatom spominov / S starim zlatom uspomena / Con l'oro antico dei ricordi, 1997

- Kraški Narcis, 1999

- Poesie / Pesmi, 1999

- Veronikin prt, 2002

- Rana v srcu – slavec v rani, 2002

- Večnost trenutka, 2003

- L'abero che cammina/Drvo koje hoda/Drevo, ki hodi, 2005

- Rosa mystica, 2005

- Vse ljubezni so nenavadne, 2006

- Dan in noč vsakdana, 2007

- Med Koprivo in Križem, 2007

- Sence kresnic, 2007

- Tomajski vrt, 2007

### Prózai munkák
- Prvi pa moški, 1966

- Odraščal sem z živalmi, 1996

- Izginula ledena čarovnija, 1998

- Učitelj ljubezni, 2005